# Crawford Wethington
Arthur Crawford Wethington (* 26. Januar 1908 in Chicago; † 11. September 1994) war ein US-amerikanischer Jazz-Saxophonist.
Wethington besuchte das Chicago College of Music; Mitte der 1920er Jahre arbeitete er bei der Pianistin Lottie Hightower, bevor er 1928 zur Band von Carroll Dickerson wechselte; 1929 spielte er in diesem Ensemble in New York mit Louis Armstrong. Zwischen 1930 und 1936 gehörte er zur Mills Blue Rhythm Band und wirkte an mehreren Plattenaufnahmen mit. 1937 nahm er mit Edgar Hayes auf und arbeitete dann bei Cab Calloway, Red Allen und Adelaide Hall. Nach 1937 hörte er auf, als Vollzeitmusiker zu arbeiten und war dann als Musikpädagoge tätig; in den 1960 arbeitete er bei der New York City Transit Authority.